# Kẹo cau
Kẹo cau là một thứ kẹo bình dân dành cho trẻ con, trông như miếng cau chẻ sáu, gồm có phần trong cứng màu vàng nhạt, tượng trưng cho hạt cau, là một phiến nước đường vàng óng; phần ngoài màu trắng, là thịt cau, làm bằng bột trộn đường. Kẹo cau thường được gói trong lá chuối khô. Thứ kẹo này thường được ngậm mà ăn chứ không nhai vì cũng khá cứng.
Đây là một món ăn dân dã khá lâu đời ở Huế. Khác với Kẹo cau có nguồn gốc từ Trung Quốc, được làm từ cau khô, khi ăn có tác dụng chống lạnh.